# Sükei Imre
Szőkefalvi Sükei Imre (Szőkefalva, 1780 körül – Bukarest, 1848. január 18.) református lelkész, a bukaresti magyar református gyülekezet alapítója és az oláhországi helvét vallást követő magyarok szuperintendense. Sükei Károly apja.

## Élete
Kolozsváron tanult; 1815. május 14-én alapította a bukaresti magyar református egyházat és az 1820-ban Magyarországon és Konstantinápolyban gyűjtött pénzből a paplakot javíttatta, telket vett és azon fatemplomot és tornyot építtetett, úgy hogy abban 1821 végével az istentiszteletet megkezdhette. 1835-ben Magyarországról segédlelkészt kapott és azt tulajdonából fizette. Igyekezett a Havasalföldön és Törökország európai részén összefogni a magyarokat, Konstantinápolyban is szándékozott magyar református egyházat szervezni.
Cikke az Erdélyi Hiradóban (1834. II. 23. sz. A bukaresti magyar gyülekezet alapítása).

## Munkái
- A k. vallás terjedése az evangelium prédikáltatása által. Egy templomi elmélkedés, mellyet készítet és a N. Oláhország anyavárosában Bukuresten 1815-ben kezdődött ev. ref. plánta ecclesia számára alamisnálkodó jóltevőkhöz háládatossága jeléül intézett 1831-dik eszt. jan. 1. napján. Szeben
- Hitvallása az ottomána-porta egyik birtokában Oláh-országban megállapodott ref. ecclesiának hirdetve annak... által. Pest, 1832
- Uiber die Verbreitung des christlichen Glaubens durch Predigen des Evangeliums. Eine kirchliche Betrachtung, verfast und zum Zeichen der Dankbarkeit gegen die Unterstützer der in Bukarest... im Jahr 1825 unternommenen Errichtung einer reformirten Pflanzkirche gerichtet am 1. Jänner 1831. Uo. 1832 (Schükei névvel)
- Trauerrede bei der Todesfeier weiland Sr. k. k. apost. Majestät Franz I. vorgetragen zu Bukarest in der evang. reform. Kirche, in Gegenwart der europäischen Mächte und mehrerer Christen, sowie auch zu Pitest, Tirgowest, Ployest und Kimpina im Monat April 1835. Kronstadt